# Сангушко, Елена Андреевна

Герб «Погоня» (Литовская)

Елена Андреевна Сангушко (1490—1561) — княжна из рода Сангушко (Каширская ветвь) и князей Острожских.
Дочь князя Андрея Александровича Сангушко (ум. 1534) и княжны Ксении-Марии Ивановны Острожской (1458 г.р.).

## Биография

### Родители
Князь Андрей Александрович Сангушко (ум. 1534) — князь Каширский, наместник кременецкий (1498—1502), брацлавский и винницкий (1500—1501), староста владимирский (1508—1531), маршалок Волынской земли (1522—1534). Второй сын князя Александра Сангушковича (ум. после 1491), князя каширского, старосты владимирского и наместника кременецкого. Был похоронен в церкви Богородицы Киево-Печерской лавры.
Княгиня Ксения-Мария Ивановна Острожская (1458 г.р.) — родная сестра Великого коронного Гетьмана князя Константина Острожского. Род князей Острожских были потомками Туровско-Пинских князей — потомков великого князя Киевского Святополка (Михаила) Изяславича (8 ноября 1050 — 16 апреля 1113) из династии Рюриковичей. Известно, что князья Острожские и Сангушко были попечителями Киево-Печерской Лавры, где многие из них были погребены. Так, нетленные мощи прадеда Ксении-Марии и Константина Острожских — Федора Даниловича Острожского (1360—1446) покоятся в дальних пещерах. Федор Острожский принимал участие с собственной хоругвой в Грюнвальдской битве 1410 года, воевал за гуситов в Чехии, а после принял монашеский постриг в киевской Лавре.

### Семья и дети
Княжна Елена Андреевна Сангушко была дважды замужем.
- Первым мужем княжны был князь Петр Тимофеевич Мосальский.
- Вторым мужем княжны был Станислав Скоп (Скопов)[4][5][6] (герб Trąby) — Королевский секретарь и Скертсомонский и Tendziagilski державца (земля в Самогитии, Таурегский уезд) в 1527—1529 гг. Станислав Скоп (Скопов)[7] (1492-1554) был внуком Скопа (ум. до 1500) из княжеской династии Довспрунков[8].

Ганс (Йоган) Скоповны (р. ~1535), сын княжны Елены Андреевны и Станислава Скопа (Скопова), был тиуном (управителем) Самогитии (земли Жемойтской) в 1567 г. Дочь Ганса — Анна Скоповна, вместе со своим мужем Болеславом Дубиковским (1595—1690, герб Остоя) были Подчашими Смоленскими в ср. 1600 г. 